# Левтова, Марина Викторовна
Мари́на Ви́кторовна Ле́втова (27 апреля 1959, Россия — 27 февраля 2000, Раздоры, Московская область) — советская и российская актриса. Заслуженная артистка России (1999).

## Биография

### Происхождение
Родилась 27 апреля 1959 года в Мегино-Кангаласском районе Якутской АССР в семье врачей. Её родители после окончания 1-го Медицинского института в Ленинграде были распределены в Якутию. Вскоре после рождения Марины Левтовой семья вернулась в Ленинград. С ранних лет Левтова мечтала стать врачом, как и её родители.

### Карьера в кино
Одноклассницей Левтовой была Елена Цыплакова. В юном возрасте та снялась в фильме Динары Асановой «Не болит голова у дятла», и когда постановщица начала искать ребят для своей новой картины «Ключ без права передачи», Цыплакова показала ей фотографию учеников своего девятого класса. Асановой сразу приглянулись двое — Марина Левтова, а также один мальчик.
Окончив школу, Левтова поступила во Всесоюзный государственный институт кинематографии (мастерская Сергея Герасимова и Тамары Макаровой). Одновременно продолжала сниматься в кино.
На втором курсе Сергей Герасимов предложил ей роль Ольги Буйносовой в своей исторической дилогии «Юность Петра» — «В начале славных дел» по роману А. Толстого «Пётр Первый». Во время съёмок она познакомилась с Юрием Морозом, своим будущим мужем. В 1982 году окончив ВГИК, стала актрисой киностудии имени М. Горького.

### Смерть
Погибла  27 февраля 2000 года за 2 месяца до своего 41-летия, когда в посёлке Раздоры Одинцовского района Подмосковья каталась с семьёй и друзьями на снегоходах. Левтова вместе с дочерью Дарьей сидела на снегоходе, которым управлял Михаил Рудяк. В какой-то момент Рудяк въехал в глубокий овраг, который не заметил под снегом, из-за чего снегоход перевернулся. Дарья Мороз получила небольшие переломы при падении, тогда как Левтова ударилась головой о дерево и с черепно-мозговой травмой была доставлена в Одинцовскую больницу, где вскоре скончалась. Рудяк полгода пролежал в коме, восстановился, но в 2007 году впал в кому и умер от осложнений, вызванных этой травмой.
Церемония прощания с актрисой прошла 2 марта в Москве в Центральном доме кино. Похоронена на Ваганьковском кладбище.

## Семья и родственные связи
Отец — Виктор Александрович Левтов (1931—1990), учёный-медик, физиолог и гематолог, кандидат медицинских наук, автор ряда основополагающих трудов по биомеханике кровообращения.
Мать — Изольда Васильевна Левтова (1931—1994).
Муж — Юрий Павлович Мороз (1956—2025), кинорежиссёр, актёр, сценарист, продюсер.
- Дочь — Дарья Юрьевна Мороз (род. 1983), актриса, продюсер, кинорежиссёр, заслуженная артистка России (2018).
  - Внучка — Анна Константиновна Богомолова (род. 6 сентября 2010)

Троюродная сестра — Вероника Аркадьевна Долина (род. 1956), поэтесса, автор-исполнитель.

## Признание и награды
- Заслуженная артистка Российской Федерации (21 ноября 1999) — за заслуги в области искусства[2]

## Фильмография
- 1976 — Ключ без права передачи — Юля Баюшкина
- 1977 — Беда — девушка в поезде
- 1977 — Пробуждение
- 1977 — Старые друзья — Милочка
- 1978 — Последний шанс — Надя Николаева
- 1978 — Накануне премьеры — Лера
- 1978 — Кузнечик — Нина Головачёва
- 1979 — Выбор (короткометражный)
- 1979 — Моя Анфиса — Анфиса Токарева
- 1979 — Окна XX века (новелла «Круг») (короткометражный)
- 1979 — Родное дело — Раиска
- 1980 — Каждый третий — Маша
- 1980 — Рафферти — Энн Рафферти
- 1980 — Тихие троечники — Алина Вадимовна, учительница
- 1980 — Юность Петра — Ольга Буйносова
- 1980 — В начале славных дел — Ольга Буйносова
- 1981 — На чужом празднике — Лариса
- 1981 — Трижды о любви — Лена
- 1982 — Владивосток, год 1918 — Шура Суханова
- 1982 — Инспектор ГАИ — Екатерина Ивановна, учительница
- 1982 — Ералаш (выпуск № 35, сюжет «Опасная работа») — каскадёр, учительница
- 1983 — Жизнь Берлиоза — Люба
- 1983 — Взятка. Из блокнота журналиста В. Цветкова — Маша Михова
- 1983 — Из жизни начальника уголовного розыска — судья
- 1983 — Пацаны — подруга Кости
- 1983 — Клетка для канареек — работница вокзального телеграфа
- 1983 — Таёжный моряк — Аня
- 1984 — Любочка — Любочка Веткина
- 1984 — Милый, дорогой, любимый, единственный… — мама Даши
- 1984 — ТАСС уполномочен заявить… — Ольга Вронская
- 1984 — Вера. Надежда. Любовь — Сонька
- 1985 — Ещё люблю, ещё надеюсь — Люся
- 1985 — Набат на рассвете — Нина Костромина
- 1985 — Про кота… — принцесса
- 1985 — Картина — Лиза Кислых
- 1986 — Наградить (посмертно) — Ира Алексеева
- 1986 — Приближение к будущему — Саша Крапивина
- 1986 — Секунда на подвиг — Раиса Новиченко
- 1986 — Тайны мадам Вонг — шантажистка
- 1986 — Государственная граница. Фильм 5-й: Год сорок первый — Ольга Белова
- 1987 — Кувырок через голову — Нина Максимовна, учительница
- 1987 — Лиловый шар — Царевна-Лягушка
- 1987 — Визит к Минотавру — Франческа, первая жена Страдивари
- 1988 — Пусть я умру, Господи… — бывшая детдомовка
- 1989 — Во бору брусника — Лена, жена Михаила
- 1989 — Подземелье ведьм — Биллегурри (Белогурочка), дочь вождя
- 1990 — Каталажка — Нина
- 1991 — Мёд осы — Татьяна, мать Бориса и Глеба
- 1992 — Слеза Князя тьмы — Эльза, медсестра
- 1992 — Три дня вне закона — Оля, сестра Андрея
- 1992 — Эти старые любовные письма
- 1994 — Зона Любэ — Лена, журналистка
- 1995 — Время печали ещё не пришло — Ляля / Соня
- 1996 — Президент и его женщина — жена Глеба
- 1999 — Очаровательные негодники — учительница
- 2000 — Воспоминания о Шерлоке Холмсе — Кью, служанка Конан Дойла
- 1999—2000 — Каменская. Чужая маска — Светлана Параскевич
- 2000 — Фортуна — монашка[14]

### Озвучивание мультфильмов, фильмов и телесериалов
- 1986 — Альф — Кейт Таннер
- 1987 — Ах, принцесса! — принцесса
- 1987 — Мио, мой Мио — миссис Лундин
- 1987 — Дикая Роза (исп. Rosa Salvaje) — Эдит Гонсалес, Фелисия Меркадо — Леонела Вильяреаль
- 1993 — Пришельцы — Мари-Анн Шазель — Жанетта Саркле
- 1994 — Правдивая ложь — Джейми Ли Кёртис — Хелен Таскер
- 1996 — 101 далматинец — Круэлла Де Виль, няня
- 1998 — Человек в железной маске — королева Анна Австрийская (роль Анн Парийо)
- 1999 — Вирус — Джейми Ли Кёртис — Кит Фостер